# Marija Terezija
Marija Terezija (Palača Hofburg, Beč, 13. svibnja 1717. – Palača Hofburg, Beč, 29. studenog 1780.) češka i ugarsko-hrvatska kraljica, austrijska nadvojvotkinja, prva i jedina žena koja je vladala Habsburškom Monarhijom. Zbog njezine znakovite i utjecajne vladavine, četrdesetogodišnje razdoblje njezine vladavine znano je kao Terezijanizam. Njezina je vladavina u nasljednim zemljama započela ratom na život i smrt. U razdoblju od 1740. do 1763. godine vodila je četiri rata koja su dovela do znatnih teritorijalnih gubitaka – prije svega Šleske, ali i talijanskih zemalja. 
Reforma vojske, ostvarena 1748. godine, jedna je od velikih i dalekosežnih novina njezine vladavine. Ona je jasan dokaz jedne od najizraženijih osobina Marije Terezije, a na kojoj se zasniva njezino slavno državničko umijeće: uvijek se znala okružiti pravim savjetnicima i u pravom trenutku poslušati njihove savjete.

## Vanjska politika

### Rat za austrijsko nasljeđe (1740. – 1748.)
Marija Terezija na vlast je došla 1740. nakon smrti svojeg oca cara Karla VI. Habsburškog, i to Pragmatičkom sankcijom koju je car Karlo VI., koji je ostao bez muškog nasljednika (praksa je bila da vlast nasljeđuje najstariji sin), donio godine 1713. Tom su se izboru protivili kneževi Karlo Albert Bavarski, Fridrik August II. Saski i španjolski kralj Filip V. koji su sami htjeli prijestolje te nisu bili suglasni sa ženom na vlasti. Mariju Tereziju su podržavale Velika Britanija i Nizozemska, dok je Rusko Carstvo ostalo neutralno. Odmah po dolasku na vlast, pruski vladar Fridrik II. Veliki ušao je sa svojom vojskom u Šlesku i tako započeo osmogodišnji Rat za austrijsko nasljeđe. U daljnjem tijeku rata, odnosno godine 1742., Pruska odnosi pobjedu i pobjeđuje habsburške trupe kod Hotušica u Češkoj. Marija Terezija i Fridrik II. potpisuju Wrocławski mir i time završava Prvi šleski rat, no Rat za austrijsko nasljeđe se nastavlja. Fridrik II. napušta protuhabsburšku koaliciju, dobiva Šlesku i grofoviju Glatz. Godine 1743. Marija Terezija je okrunjena u Pragu kao češka kraljica. Te iste godine Marija Terezija potpisuje Wormski ugovor zajedno s Velikom Britanijom i Kraljevinom Sardinijom, a cilj ugovora bio je protjerivanje Bourbona iz Italije. Godine 1744. Fridrik II. započinje Drugi šleski rat protiv Marije Terezije. U rujnu 1745. Franjo Stjepan Lotarinški, muž Marije Terezije, okrunjen je za cara pod imenom Franjo I., a iste godine kraljica potpisuje Četvorni savez protiv Pruske. Rat je završen 1748. godine potpisivanjem Aachenskog mira kojim je Marija Terezija uspjela sačuvati status quo ante bellum, izuzev gubitka Šleske još od samog početka rata.

### Sedmogodišnji rat (1756. – 1763.)
Osam godina nakon poraza od Fridrika II., Marija Terezija pokušat će se osvetiti i vratiti izgubljenu Šlesku. Sklopila je savez s Francuskom(tradicionalnim protivnikom) i Ruskim Carstvom te je krenula u novi rat protiv Fridrika II., kojega je poduprlo Ujedinjeno Kraljevstvo, također tradicionalni neprijatelj te zemlje i donedavni austrijski saveznik. Rat će trajati sedam godina, zbog čega će dobiti naziv Sedmogodišnji rat. Rat je isprva krenuo dosta povoljno po Mariju Tereziju, no situacija je krenula nagore kada se suočila s iznimnom Pruskom snalažljivošću i stegom te brojnim političkim poteškoćama koje su na koncu dovele do ratnog neuspjeha. Rusiju je u rat uvela carica Elizabeta Petrovna, no nju je ubrzo naslijedio psihički nestabilni[nedostaje izvor] Petar III., inače simpatizer Fridrika II., koji je potpisivanjem Petrogradskog mira izveo Rusiju iz rata (ovo će iskoristiti njegova supruga Katarina II. Velika kako bi došla na vlast). Na Zapadu, francuski kralj Luj XV. doživio je niz neuspjeha u borbi s Britanijom te je i on morao potpisati Pariški mir i tako napustiti rat. Marija Terezija ostala je tako sama u borbi s izdržljivim Prusima, te je 1763. godine potpisala Mir u Hubertsburgu i tako okončala rat na način status quo ante bellum, neuspjevši se osvetiti Fridriku II. i vratiti izgubljenu Šlesku.

### Prva podjela Poljske
Poljsko-Litavska Unija je na kraju 18. stoljeća bila oslabljena država na granici interesnih zona triju velikih sila – Fridrikove Pruske, Ruskog Carstva i Austrijskog Carstva. Nakon razgovora i planova, dogovoreno je da će države postupno anektirati dijelove Unije, tako da će svaka dobiti po dio. Prva podjela (od ukupno tri) iz 1772. donijela je Mariji Tereziji južni dio Unije koju će po dobivanju pretvoriti u pokrajinu Galiciju. Sljedeće dvije podjele dogodit će se za vladavine cara Franje II.

## Unutarnja politika
Vladavina Marije Terezije, odnosno Terezijanizam, obilježen je primarno centralističkom vladavinom i apsolutizmom koji su za cilj imali provedbu prosvjetiteljskih ideja u Monarhiji. Marija Terezija bila je uz Fridrika II. tada jedini europski monarh koji je primijenjivao prosvijećeni apsolutizam kao državnu politiku (kasnije će to primijenjivati Josip II. i Katarina II. Velika). U to vrijeme počinju i prvi sukobi Hrvata s Mađarima, a u njima se Marija Terezija na kraju priklanja potonjima.

### Unutrašnje uređenje Hrvatske
U vrijeme Marije Terezije, Hrvatska je podijeljena na županije, kao veće, i okružja, kao manje sastavne teritorijalne jedinice. Na čelu županija nalazio se župan (supremus comes), a niže i srednje plemstvo okupljalo se na županijskim skupštinama. Jedna od prvih reformi koje je Marija Terezija napravila bila je obnova triju slavonskih županija 1745. godine. Tako se od te godine u sklopu Hrvatske govorilo, osim o postojećim Zagrebačkoj, Varaždinskoj i Križevačkoj, i o Virovitičkoj, Srijemskoj i Požeškoj županiji, a vrlo brzo uspostavljena je i Severinska županija (sjedište Mrkopalj; Rijeka – Senj – Gorski kotar). 
Ključno političko tijelo u Hrvatskoj bio je Sabor, tada još uvijek staleški, koji je svoje predstavnike slao u Namjesnički sabor u Požunu (zapravo Ugarski sabor). Na čelu sabora bio je ban, osoba koja je imala status potkralja i predstavljala glavnu državnu instituciju Hrvatske. Ban je za Marije Terezije bio obavezan polagati prisegu i na taj način potvrditi žezlo i zastavu (simbole banske časti), a za bana je uvijek birana osoba lojalna politici Dvora (što je omogućilo svojevrsne beneficije). Banski stol (na čelu s protonotarom) kao sudbena ustanova postojao je još od 1723., a održavane su i Kraljevinske konferencije, svojevrsni sastanci vlade na kojima su donošene i provođene razne odredbe. Marija Terezija je 1767. godine formirala Hrvatsko kraljevsko vijeće (Consilium Regium), čime je uvelike povećala ulogu Hrvatske i smanjila njezinu ovisnost o Ugarskoj. Sjedište vijeća je do 1776. bilo u Varaždinu, kada je u gradu izbio veliki požar, nakon čega je (zajedno s Banskim stolom) preseljeno u Zagreb. Staleži su uvelike protestirali protiv Vijeća, smatrajući ga instrumentom centralizacije te su se tako oslanjali na mađrasko plemstvo. Kraljica je vijeće ukinula 1779. godine kada je sve njegove ovlasti prenijela na Ugarsko namjesničko vijeće, a ne na Hrvatski sabor. Hrvatska je tada, po prvi puta u povijesti, postala podložna ugarskim državnim tijelima. Ukidanje Vijeća tako je zapravo još više oslabilo položaj Hrvatske unutar Monarhije i pripomoglo ugarskoj hegemoniji.

### Vojne reforme
Marija Terezija uvela je nekoliko značajnih vojnih reformi tijekom 40 godina svoje vladavine, od kojih su najznačajnije bile one vezane uz Vojnu krajinu. Kako je Vojna krajina sve do 18. stoljeća imala primarno obrambenu ulogu, odnosno služila je kao prva crta obrane protiv Osmanlija, trebalo je provesti reforme kako bi se (pošto su osmanska osvajanja jenjavala) uloga Vojne krajine promijenila. U Vojnoj je krajini, koja je tada podijeljena na 11 pukovnija, provedena sustavna militarizacija (uz obvezni vojni rok od 16. do 60. godine) koja ju je pretvorila u izvor vojske (svojevrsnu "vojnu akademiju"), a ne obrambenu barijeru. Ta militarizacija omogućila je Monarhiji stalan izvor vojske i njihovo sudjelovanje u ratovima, a ne više samo obranu od Osmanlija. 
Godine 1746. u Bečkom Novom Mjestu Marija Terezija osniva vojnu akademiju Theresianum, koja je postala najpoznatija i najznačajnija vojna akademija u Monarhiji (na njoj je diplomirao i Petar Preradović).
Uz podršku kraljice Marije Terezije barun Franjo Trenk osniva 1741. godine Trenkove pandure, koji su Monarhiji služili kao velika podrška tijekom ratnih pohoda (posebice Rata za nasljeđe).

### Gospodarske reforme
Gospodarske reforme Marije Terezije bile su primarno usmjerene na reformiranje (i subsekventno ukidanje) feudalnih te uređivanje kmetskih odnosa. Njezin otac, Karlo VI., još je 1737. donio prvi urbar, a ona je time nastavila 1756., donošenjem Slavonskog, i 1780. donošenjem Hrvatskog urbara. Urbari su dokumenti koji su smanjili davanja kmetova feudalicima i uredili međusobne odnose (smanjenje tlake i zamjena iste porezima). Slavonski urbar iz 1756. omogućio je bolje uvjete kmetovima i njihov izlazak na burzu, odnosno tržište, a naišao je na očekivane proteste plemstva. Kraljica je provodila i plansku kolonizaciju.

### Reforma školstva
Oduzela je isusovcima, i drugim redovima katoličke Crkve, školske poslove, odvojila ih od Crkve. Sva djeca, oba spola, u dobi od 6 do 12 godina, bila su obavezna pohađati školu. Obrazovna je reforma dočekana s neprijateljskim stavom, posebno od strane seljaka koji su htjeli da djeca rade u polju (od rane mladosti). Maria Theresa slomila je odbijanje, s naredbom da se uhite svi protivnici.

### Ostale reforme
Marija Terezija oduzela je isusovcima cenzuru. S druge strane, torturu i parnice protiv vještica stavila je pod svoju kontrolu, što je ubrzo (1758.) dovelo i do konačne likvidacije tog srednjovjekovnog krvavog nasljeđa. Ove reforme provedene su u sklopu uvođenja Kaznenog zakonika kojim je kraljica ograničila provođenje smrtne kazne u Monarhiji. Otvarala je nove medicinske ustanove i rađaone, što je dovelo do demografskog rasta. Poticala je razvoj manufaktura u Austriji, ali je tako priječila njihov razvoj u Hrvatskoj. Provodila je i popise stanovništva i zemljišta (katastri), uvela kućne brojeve u Monarhiji te poticala sadnju novih kultura.
Kada je njezin suprug Franjo I. preminuo 1765., suvladar joj je postao sin Josip II., tako da je dio ovih reformi nastao i pod njegovim utjecajem. Ipak, tijekom vladavine znalo se da je Marija Terezija na čelu, tako da Josipov utjecaj i nije bio posebno znakovit za donošenje i provođenje reformi.

## Privatni život i potomstvo
Marija Terezija bila je iz roda Habsburgovaca, no kad se s 19 godina udala za lotarinškog vojvodu Franju Stjepana, dinastija je postala poznata kao Habsburg-Lothringen. Franjo Stjepan je, kao muškarac (jer se Pragmatička sankcija nije odnosila na Sveto Rimsko Carstvo), dobio titulu cara Svetog Rimskog Carstva, ali njegova je titula bilo isključivo formalna. Cijela moć i vlast počivala je u rukama Marije Terezije, kako u Svetom Rimskom Carstvu tako i u Monarhiji. Iz toga se braka rodilo 5 sinova i 11 kćeri. Budući da ju je pratio glas o sklonosti aferama, govorilo se da se velik dio njezine djece rodio zahvaljujući kraljičinim ljubavnim pustolovinama s mladim krajišnicima, no povijesna znanost u potpunosti je odbacila ovakve tvrdnje kao netočne. Jedna teorija govorila je kako je imala aferu i s barunom Franjom Trenkom, kojega je navodno skrivala ispod svoje haljine u kritičnim trenutcima, no i ta teza ostaje nedokazana. Brak Marije Terezije i Franje je, unatoč tim brojnim tračevima, bio skladan. Iako su Mariju Tereziju još za života oslovljavali kao "carica", titulu cara nikada nije imala, već je bila kraljica. Od njihove djece sinovi Josip i Leopold bili su neposredni nasljednici prijestolja, a kći Marija Antonija, u povijesti poznata kao Marija Antoaneta postala je francuska kraljica i supruga Luja XVI. te završila na giljotini u listopadu 1793. kao rezultat krvave osvete Jakobinaca tijekom Francuske revolucije. Svome je sinu Josipu Marija Terezija ostavila u nasljeđe opomenu kako nikad ne smije zaboraviti da je bolji osrednji mir nego slavni rat.[nedostaje izvor]
Marija Terezija je također bila velika ljubiteljica i pokroviteljica umjetnosti. Carska palača Schönbrunn (ljetna rezidencija dinastije Habsburg) bila je uređena u raskošnom i kićenom rokoko stilu. Po ljepoti posebno se ističu Mala i Velika Galerija. Zidove palače krase slike kraljičinog službenog dvorskog slikara Martina van Meytensa, koji je izradio brojne portrete kraljice i njezine obitelji. Poznata je i anegdota je da je Wolfgang Amadeus Mozart bio u posjeti Mariji Tereziji još kad je bio dijete i održao manji koncert u Velikoj galeriji, a nakon toga je sjedio kraljici u krilu i poljubio ju u obraz. Tom zgodom je rekao princezi Mariji Antoniji, poznatijoj po imenu Marija Antoaneta, da će ju oženiti kada poraste. To se vjenčanje nikada nije održalo, a Marija Antoaneta završila je na giljotini dvije godine nakon Mozartove tragične smrti 1791. godine.
| Martin van Meytens: Carska obitelj (1754.) |  | Martin van Meytens: Carska obitelj (1754.)                          |
| Martin van Meytens: Carska obitelj (1754.) |  | Heinrich Friedrich Füger: Carica Marija Terezija s obitelji (1776.) |

| Ime                 | Rođenje            | Smrt                | Bilješke                                                                                             |
| ------------------- | ------------------ | ------------------- | --- |
| Marija Elizabeta    | 5. veljače 1737.   | 6. lipnja 1740.     | umrla u djetinjsvu; nije imala djece                                                                 |
| Marija Ana          | 6. listopada 1738. | 19. studenog 1789.  | umrla neudata; nije imala djece                                                                      |
| Marija Karolina     | 12. siječnja 1740. | 25. siječnja 1741.  | umrla u djetinjstvu; nije imala djece                                                                |
| Josip II.           | 13. ožujka 1741.   | 20. veljače 1790.   | oženio se Isabellom od Parme, pa Marijom Josipom; imao djece (linija izumrla); car od 1780. do 1790. |
| Marija Kristina     | 13. svibnja 1742.  | 24. lipnja 1798.    | udala se za Alberta Saskog (1739. – 1822.); imala djece (linija izumrla)                             |
| Marija Elizabeta    | 13. kolovoza 1743. | 22. rujna 1808.     | umrla neudata; nije imao djece                                                                       |
| Karlo Josip         | 1. veljače 1745.   | 18. siječnja 1761.  | umro od boginja; nije imao djece                                                                     |
| Marija Amalija      | 26. veljače 1746.  | 9. lipnja 1804.     | udala se za Ferdinanda od Parme (1751. – 1802.); imala djece                                         |
| Leopold II.         | 5. svibnja 1747.   | 1. ožujka 1792.     | oženio se Marijom Lujzom (1745. – 1792.); imao djece; car od 1790. do 1792.                          |
| Marija Karolina     | 17. rujna 1748.    | 17. rujna 1748.     | umrla po porodu                                                                                      |
| Marija Ivana        | 4. veljače 1750.   | 23. prosinca 1762.  | umrla od boginja; nije imala djece                                                                   |
| Marija Josipa       | 19. ožujka 1751.   | 15. listopada 1767. | umrla od boginja; nije imala djece                                                                   |
| Marija Karolina     | 13. kolovoza 1752. | 7. rujna 1814.      | udala se za kralja Ferdinanda IV. od Nauplja i Sicilije (1751. – 1825.); imala djece                 |
| Ferdinand           | 1. lipnja 1754.    | 24. prosinca 1806.  | oženio se Marijom d'Este, prijestolonasljednicom Breisgaua i Modene; imao djece (Austria-Este)       |
| Marija Antoaneta    | 2. studenog 1755.  | 16. listopada 1793. | udala se za Luja XVI. (1754. – 1793.); imala djece (linija izumrla)                                  |
| Maksimilijan Franjo | 8. prosinca 1756.  | 27. srpnja 1801.    | Nadbiskup izbornik Kölna; nije imao djece                                                            |

## Vanjske poveznice
- M. Goldsmith (1936.) O Mariji Tereziji (eLibrary Austria Project - eLib at)  Arhivirana inačica izvorne stranice od 12. ožujka 2007. (Wayback Machine)
- Kalendar: Smrt Marije Terezije  Arhivirana inačica izvorne stranice od 16. prosinca 2008. (Wayback Machine)

| Prethodnik:               | ugarsko-hrvatska i češka kraljica | Nasljednik:               |
| Karlo VI. (1685. – 1740.) | ugarsko-hrvatska i češka kraljica | Josip II. (1717. – 1780.) |